# Путилово (Ленинградская область)
Пути́лово — село в Кировском районе Ленинградской области. Административный центр Путиловского сельского поселения.

## История
В 1600-е годы село являлось центром лютеранского прихода Лоппи (фин. Loppi, Loppis).
На карте Ингерманландии А. И. Бергенгейма, составленной по шведским материалам 1676 года, оно упоминается как село Loppis и деревня Putila близ него. На «Генеральной карте провинции Ингерманландии» 1704 года — мыза Loppis. На «Географическом чертеже Ижорской земли» Адриана Шонбека 1705 года — село Лопписы. Деревня Путилова упоминается на карте «Ладожское озеро и Финский залив с прилегающими местами» 1745 года. Село Путилово упоминается на карте Санкт-Петербургской губернии Я. Ф. Шмидта 1770 года.
В 1712 году сюда по указу Петра I были переведены крестьяне для добычи бутовой плиты, так называемой «плитной ломки». Камень, добывавшийся в карьерах вокруг Путилова, использовался при строительстве многих петербургских зданий, в том числе ансамбля Смольного монастыря, Никольского Морского и Казанского соборов, Большого Гостиного двора, дворцов Меньшикова, Строгановых, Шереметевых. Среди местных жителей бытует присказка: «на путиловской плите стоит весь Петербург».
О времени постройки в селе первой православной церкви данных не сохранилось, известно лишь, что в 1728 году она сгорела и взамен её было решено строить на прежнем месте также деревянную, во имя образа Тихвинской Пресвятой Богородицы. Новая церковь была освящена в 1730 году.
В 1774 году в храме был устроен придел во имя святого Николая и он стал двух престольным.
Новая каменная церковь во имя Тихвинской Божией Матери была заложена в 1784 году по проекту архитектора Соколова, освящена в 1786, перестраивалась при участии архитекторов Видова, Брандта и Висконти.
Старая деревянная церковь была разобрана в 1790 году.

ПУТИЛОВО — село принадлежит Ведомству Гоф-Интендантской Конторы, число жителей по ревизии: 803 м. п., 945 ж. п.;
 В оном: церковь каменная во имя Тихвинской Пресвятой Богородицы. (1838 год)

В том же году местный крестьянин Андрей Михайлович Шарынин купил в Шлиссельбурге участок земли под огород площадью 2½ десятины.
Согласно картам Ф. Ф. Шуберта 1834 и 1844 годов село Путилово состояло из 269 крестьянских дворов.

ПУТИЛОВО — село Царскосельского дворцового правления, по просёлочной дороге, число дворов — 169, число душ — 873 м. п. (1856 год)

Число жителей села по X-ой ревизии 1857 года: 921 мужского пола, 1062 женского пола.
В 1858—1861 годах, под руководством архитектора А. Ф. Видова, путиловская церковь была перестроена.

ПУТИЛОВО — село владельческое при пруде и колодцах, число дворов — 181, число жителей: 942 м. п., 1085 ж. п.;
 Церковь православная. Волостное правление. Школа. (1862 год)

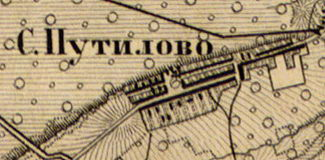
План села Путилово. 1863 год

В 1870-е годы в селе работали три церковно-приходских школы, а также земская двухклассная мужская и при ней женская общественная школа.
Согласно подворной переписи 1882 года в селе проживали 457 семей, число жителей: 1036 м. п., 1199 ж. п.; разряд крестьян — удельные, а также пришлого населения 13 семей, в них: 22 м п., 23 ж. п.; лютеране: 3 м п., 2 ж. п..
Сборник Центрального статистического комитета описывал село так:

ПУТИЛОВО — село бывшее владельческое, дворов — 385, жителей — 2263;
 Волостное правление (уездный город в 30 верстах), церковь православная, часовня, школа, лавка, трактир, ярмарка — Рождественская 2 дня и 26 июня. (1885 год)

Согласно данным первой переписи населения Российской империи:

ПУТИЛОВО — село, православных — 2164, мужчин — 990, женщин — 1179, обоего пола — 2169. (1897 год)

В конце XIX — начале XX века село административно относилось к 1-му земскому участку Путиловской волости 1-го стана Шлиссельбургского уезда Санкт-Петербургской губернии.
С 1917 по 1923 год село Путилово входило в состав Путиловского сельсовета Путиловской волости Шлиссельбургского уезда.
С 1924 года в составе Ленинградского уезда.
В 1925 году Путилово было административным центром Путиловской волости Ленинградского уезда с населением 14 011 человек, 17 сельсоветами и 29 деревнями.
Согласно данным переписи населения СССР 1926 года в селе Путилово проживали 1753 человека — большинство русские, а также эстонцы, немцы и зыряне.
С февраля 1927 года в составе Мгинской волости, с августа 1927 года в составе Мгинского района.
С 20 сентября 1930 года по 20 сентября 1931 года село являлось административным центром Путиловского района.
По данным 1933 года село являлось административным центром Путиловского сельсовета Мгинского района, в который входили 11 населённых пунктов: деревни Алексеевка, Антоновское, Апраксин Городок, Воловщина, Горная Шальдиха, Дальняя Поляна, Каменка, Крутой Ручей, Нижняя Шальдиха, Петровщина и само село Путилово, общей численностью населения 5888 человек.
По данным 1936 года в состав Путиловского сельсовета входили 11 населённых пунктов, 364 хозяйства и 10 колхозов.

План села Путилово. 1941 год

Согласно топографической карте РККА 1941 года село насчитывало 484 двора. В селе располагались почта и сельсовет. В центре села находилась часовня, в западной части — церковь.
С 1960 года в составе Волховского района.
В 1961 году население села составляло 676 человек.
По данным 1966 и 1973 годов село являлось административным центром Путиловского сельсовета Волховского района. В селе располагалась центральная усадьба совхоза «Дальняя поляна».
По данным 1990 года в Путилово проживали 1726 человек. Село являлось административным центром Путиловского сельсовета Кировского района в который входили 8 населённых пунктов: деревни Алексеевка, Валовщина, Горная Шальдиха, Нижняя Шальдиха, Петровщина, Поляны; село Путилово; посёлок при станции Назия, общей численностью населения 2278 человек.
В 1997 году в селе Путилово Путиловской волости проживали 1635 человек, в 2002 году — 1535 человек (русские — 92 %).
В 2007 году в селе Путилово Путиловского СП — 1757.

## География
Село расположено в северной части района на автодороге 41К-127 (Шлиссельбург — Назия), близ федеральной автодороги Р21 (E 105) «Кола» (Санкт-Петербург — Петрозаводск — Мурманск).
Находится на глинте, на окраине Путиловской возвышенности, название которой происходит от славянского имени Путило.
Расстояние до районного центра — 33 км, до ближайшей железнодорожной станции Жихарево — 9 км.

## Демография
| 1862 | 1897  | 2007  | 2010  | 2017  |
| ---- | ----- | ----- | ----- | ----- |
| 2027 | ↗2169 | ↘1757 | ↘1681 | ↗1908 |

## Инфраструктура
Застройка — двух и пятиэтажная советских массовых серий и индивидуальные дома.
Муниципальное здание — Дворец культуры села Путилово.
На западной окраине посёлка располагается церковь Тихвинской иконы Божией Матери. Постройка XVIII века, архитектор Е. Т. Соколов.
Исстари возле посёлка на месторождении «Путиловское» добывается плитчатый известняк из отложений нижнего ордовика.

## Фото

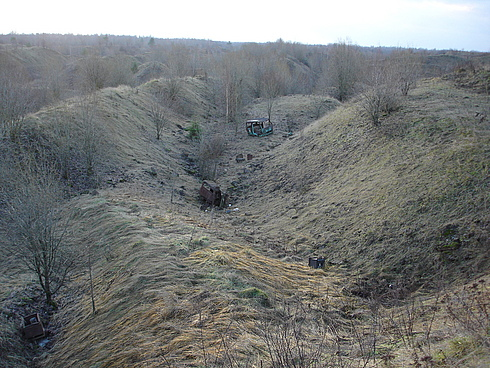
Отвалы карьера
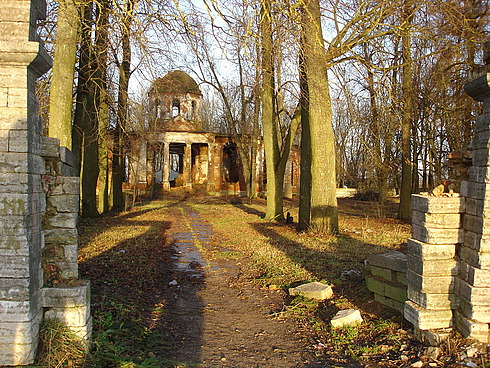
Тихвинская церковь. 2007 год.
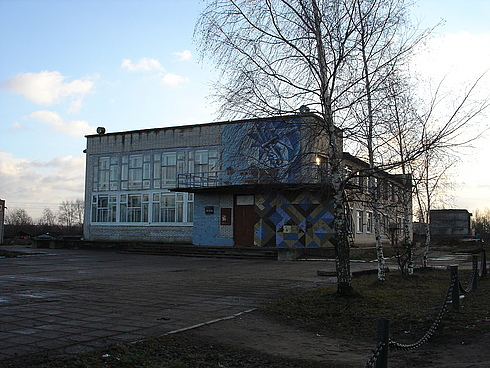
Дворец культуры в селе Путилово
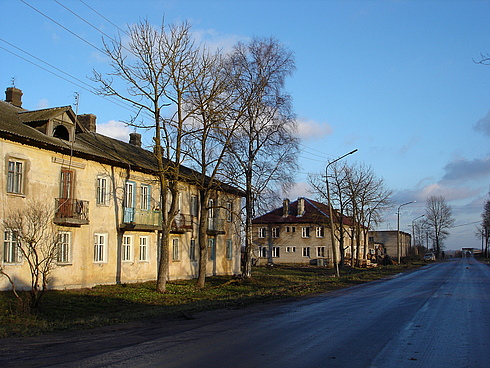
Улица села Путилово

## Улицы
Братьев Пожарских, Дорофеева, Дьяконова, Западная, Заречный переулок, Игнашкиных, Луговая, Парковая, Подгорная, Полянки, Садовая, Советская, Солнечная, Старая мельница, Тёплая, Учительская, Школьная, Школьный переулок, Южная.